# Promiskuitet
Promiskuitet je oblik seksualnog ponašanja kod kojeg je prisutna promjena seksualnog (ili seksualnih) partnera, odnosno neodrživost zadovoljenja seksualnih potreba u vezi s jednim stalnim partnerom.

## Opis
Psihologija i psihosociologija je davno dokazala kako promiskuitet nije psihički poremećaj ovisnosti o seksu. O promiskuitetu su najprije progovorili bračni par Parker, behaviouristi, koji su promiskuitet postavili na klimave noge. Prije Parkerovih na promiskuitet se gledalo kao na sasvim normalno stanje kod muškaraca. To je bio oblik machizma i dokazivanja muškosti. Kod žena je ta situacija išla malo drugačije. Naime, žene koje su mijenjale partnere su često proglašavane bludnicama, a u doba inkvizicije čak i vješticama te su bile brutalno pogubljivane.
Dokazom kako je promiskuitet bolest ovisnosti isti kao i alkoholizam i narkomanija, Parkerovi završavaju svoje djelovanje na tome polju, ali se na njega nastavlja Dr. Patrick Cornes u svome istraživanju iz 1987. godine. On je naime zaključio kako 8 % odraslih muškaraca i 3 % odraslih žena koje pate od ovog problema.
Razumijevanje seksualne ovisnosti može se postići koristeći široko prihvaćenu definiciju kriterija poremećaja ovisnosti:
1. Ustrajanje na određenom tipu ponašanja tijekom dužeg vremena nego je namjeravano
2. Trajna žudnja za takvim ponašanjem te jedan ili više neuspješnih pokušaja za smanjenjem ili kontroliranjem ponašanja
3. Mnogo vremena provedeno u tim aktivnostima ili pokušajima oporavljanja od njegovih efekata
4. Često poduzimanje takvih radnji kad se od osobe očekuje da ispuni određene društvene, radne, akademske ili kućne obveze
5. Ustrajanje na ponašanju unatoč svijesti o trajnom i ponavljanom financijskom, fiziološkom ili fizičkom problemu koji takvo ponašanje izaziva.

## Posljedice
Kako se seksualna ovisnost definira kao trajni uzorak štetnog ponašanja s rastućim štetnim posljedicama, posljedice su često ono što dovodi do prepoznavanja problema. To su:
- društvene posljedice → prekid braka ili veze, prijateljstva, društvene mreže zbog preokupacije seksom
- emocionalne → depresija i nemir česte su zbog osjećaja stida, tajnovitosti i nedostatnog samopouzdanja
- fizičke → ozljede nastale zbog učestalosti različitih seksualnih rituala, a i spolno prenosive bolesti su učestale
- pravne → seksualni zločini (voajerizam, opsceno ponašanje), gubitak profesionalnog ugleda ili licence zbog opscenog ponašanja ili seksualnog zlostavljanja
- financijske → troškovi pornografskog materijala, usluga prostitutki, telefona / računala; gubitak produktivnosti, kreativnosti i zaposlenja

## Poricanje, racionalizacija i opravdanja
Kao i alkoholičari, ovisnici o drogi ili kocki, osobe opsjednute seksom razvijaju tipične mehanizme obrane – poricanje, racionalizaciju i opravdanja za svoje ponašanje te okrivljuju druge da su uzrokovali problem.

## Višestruke ovisnosti
Višestruke ovisnosti znaju biti prisutne kod ovisnika o seksu i na njih treba obratiti pozornost. Bolesnika treba temeljito ispitati te otkriti naznake ovisnosti o alkoholu ili drogama, ovisnosti o drugim osobama, poremećaja hranjenja, pretjerano vježbanje, trošenje novca, kockanje. Ove osobe često mijenjaju ovisnost tijekom liječenja, npr., jedna bolesnica koja se suzdržavala od seksualnih aktivnosti udebljala se 20 kg tijekom 90 dana liječenja. Prije početka liječenja svakako treba provjeriti postojanje spolno prenosivih bolesti.

## Dijagnoza
Dijagnoza i liječenje mogu biti loše procijenjeni zbog upornog bolesnikova poricanja i izostavljanja informacija o tipu, količini i posljedicama svojih seksualnih aktivnosti. Kriva se dijagnoza također može postaviti zbog pratećih poremećaja raspoloženja koje potiče stid i stres zbog življenja dvostrukog života.
Učestalo seksualno ponašanje koje ne uključuje partnera s kojim je osoba u vezi može ukazivati na ovisnost o seksu. Međutim, važno je znati kako je ovisnost o seksu skup simptoma i ne može se za dijagnozu oslanjati na samo jedan od njih. Ipak, kad u vezi seksualno ponašanje jednog partnera negativno utječe na funkcioniranje veze, treba mu se obratiti pozornost čak i ako se ne radi o seksualnoj opsesiji. Parovi često sami pokušavaju riješiti problem. Kada im to ne uspije, preporučljivo je obratiti se iskusnom psihoterapeutu s iskustvom u području individualne terapije, terapije para i/ili obiteljske terapije.

## Liječenje
Različite metode psihološko-psihijatrijskih pristupa koriste se u liječenju. Uloga liječnika je u uspostavljanju realnosti. Rane terapije se vrlo malo oslanjaju na utjecaj seksualnog ponašanja na vezu ili zlostavljanje u djetinjstvu već se koncentriraju na postavljanje cilja sada i tu. Početno liječenje prolazi kroz tri velike faze:
- prepoznavanje problema i specifičnog ponašanja koji je uzrok problematičnog ovisničkog uzorka
- ugovor o ponašanju – pismeno definiranje seksualnog ponašanja koje treba biti eliminirano. Ugovori obično uključuju zadatke koji trebaju ohrabriti osobu da se nosi s problemom
- prevencija ponavljanja – rad na prepoznavanju i smanjenju uzoraka iskustva i djelovanje na okidače štetnog ponašanja, npr. učenje svladavanja stresa, osnaživanje emocionalnih veza, rješavanje financijskih teškoća i problema na poslu.